# ガバナーズ・アカデミー
ガバナーズ・アカデミー(The Governor's Academy)とは、1763年にアメリカ合衆国で設立された教育機関である。

## アメリカの私立・法人組織中等教育機関アカデミー

### アカデミーの開設
アメリカ合衆国で1749年に、ベンジャミン・フランクリン（Franklin,Benjamin 1706-1790）は、フィラデルフィアでアカデミー設立の運動を展開したが、アメリカにおける最初のアカデミーは、1761年、ボストンで死去したダンマ－（Dummer,William）の意志により、ニューベリー(Newbury)のバイフィールド(Byfield)教区に、かれの所有していた邸宅と農場をあてて無償学校を（free school）を設けたのがはじまりである。かれの名に因んだダンマー無償学校は1763年に開設され、同校にムーディ（Moody,Samuel）が、イギリスのヨーク(York)から招聘されて教鞭をとった。
同校卒業生の活躍について若干ふれると、ムーディの生徒であったアンドーバーのフイリップス(Phillips,Samuel)は、同校で大学入学準備の教育を受け、19歳の時にハーバードを卒業し、直ちにサミュエル・アダムズ（Adams,S.1722-1803）や、ジョン・ハンコック（Hancock,John.1737-1793）と共に、マサチューセッツ地方議会（Massachusetts Provincial Congress)で指導的役割を演じ、アメリカ独立戦争時代を通じて植民地問題の解決に献身した。フイリップスはまた教育問題にも関心を寄せ、かれの二人の兄弟(Phillips,Jhon.Phillips,William)と共に1778年、アンドーバーに学校を設立し、その学校をフイリップス学校（Phillips school）と称した。同校は1780年にフイリップス・アカデミー（Phillips Academy）の名称のもとに法人組織となった。
前記のダンマー学校は、1782年にダンマー・アカデミー（Dummer Academy）と名称を変更して法人組織となった。

### 「アカデミー（Academy）」の名称の由来
これらの学校に用いられたアカデミーという名称は、マンソン（Monson）のハモンド（Hammond,Charles）によると、イギリスの非国教派の寄付学校（endowed school）に冠せられたのに由来する。寄付学校は、伝統的な学校とは異なって非国教派のための古典教育（classical training）を実施していた。ハモンドはイギリスの大詩人であったジョン・ミルトン（Milton,John 1608-1674）の『教育論』（Tractate on Education）に出てくる理想学校を、ミルトンがアカデミーと呼んだので、おそらくその名称を寄付学校が借用したものであろうと示唆している。

### アメリカにおける「アカデミー」の盛衰
「アカデミーは19世紀に入ると急速にその数を増し、マサチューセッツでは、1800年に17校であったアカデミーが、1820年には、36校、50年には403校に増加した。アメリカ全土には、1830年におよそ950校の法人組織によるアカデミーがあり、50年にはその数6,035校に急増している。この外に法人組織でないアカデミーが多数あった。
1847年、ニューヨーク州ニューヨーク市に設立された教育機関であるフリーアカデミー (The Free Academy of the City of New York) は、現在のニューヨーク市立大学シティカレッジの前身にあたる。
アカデミーの機能は、大学進学準備のための中等教育機関としての機能と、実生活に役立つ完成教育機関としての性格をもっていた。従って、アカデミーの教育課程は、きわめて多彩であるが、大体次にあげるような教科を教授している。
それはラテン語、ギリシャ語、フランス語、書き方、読み方、算数、地理、話し方(Art of speaking)、幾何、論理学、哲学、簿記、航海術、測量、修辞学、天文学等であって、ブルベッカーはギリシャ語から近代語まで、聖書的古代からアメリカ史まで、重商主義の法典から教授原理まで、書き方から図画まで、物理学から化学まで、算数から三角法まで、とこれらの多岐多様なカリキュラムをもったアカデミーを、概括している。
アカデミーは、19世紀中葉までにその数が著しく増加し、教育内容も豊富になっているが、アカデミーの数的膨張の要因は、アメリカ産業革命の進展と無縁ではなかった。とくに、1812年戦争後開始されたいわゆる“交通戦争”------道路、運河、蒸気船の発達------によって、西部の発展は、著しい速度で進展しており、西部の農業地帯の拡大は、東部の製造業を刺激し、その結果、アメリカ全土の市場の発達を促し、アメリカ全体の産業活動の活発化をもたらしつつあった。広大な領土を有するミシシッピー河流域を掌中に収めたアメリカは、この大西部に急速に進出し、定住地を確保しつつ、更に新しい領土をもとめるアメリカ人の気分は、いわゆる”マニフェスト・デスティニー”の観念の高揚をたらした。このように著しく躍動的・流動的になったアメリカ社会の中で、活動していた中産階級が、アカデミーに実学を求め、またアカデミーがかれらの要求を満たすべく、その機能を果たしたといってよいであろう。」
「1821年から1865年にかけての時代は、二つの中等教育機関、すなわちアカデミーと公立ハイ・スクールに関する是非論の戦われた時代として特色づけられる。この二つの教育機関の趨勢は、1821年度に設立されたボストン英語古典学校（Boston English　Classical School）――1824年にボストン・イングリッシュ・ハイ・スクールと改名――を嚆矢とする新しい中等教育機関、すなわちハイ・スクールの興隆と、アカデミーの衰退をもって幕を閉じた。1850年代から公立ハイ・スクールが急速に発展しアカデミーの立場は、はっきり逆転するのである。南北戦争（1861年～65年）終結後、アカデミーは、マサチューセッツにおけるハイ・スクールの最早強力な競争者の地位を失い、ニューイングランド全体を通じて、アカデミーはその姿を消し始めていった。ハイ・スクールの成因こそ、無償公立学校運動（free public school movement）の一環の勝利であった。」

### アカデミーの教員養成課程
「1827年、ニューヨーク州ではアカデミーに教員養成の特別課程が設置され、アメリカ初の州費助成による教員養成が開始された。教員養成部門を併設したアカデミーは、州補助金の交付を優先して受けるようになり、その後、ニューヨーク州に限らず各州にその数を漸増した。然し、養成部門を設置したのは、ごく限られたアカデミーである。1850年代のアカデミーは、概して13週か14週、または15週の3学期制を主として採用し、3年制学校までに成長した。
教員養成をアカデミーに依存するには、多くの障害が立ちはだかっていた。そのひとつは、若干の州補助金や税免除の特典をアカデミーは付与されていたものの、その経営は、生徒の授業料収入によって維持されていた私立学校であった。アカデミーの授業料は比較的低額であったが、家庭を離れて生活する者にとっては、必ずしも就学の容易な教育機関ではなかった。まして能力のある者を教員養成部門に入学させることは就学費の面からも大きな障害があった。因みに、ニューヨーク州内のアカデミーで養成された教員数は次のようである。1834年から42年に至る8年間の年次別養成数を列挙する.
（年代）　　　       （数）
1834－35……138　  1835－36……218　  1836－37……284　  1837－38……374　  1938－39……498
1939－40……668      　1940－41……528       　1941－42……681
```
           　合計　3,389
```

この養成数は、公立小学校に必要な訓練された教師を満足に確保することは、ほとんど不可能に近かった。当時、アメリカ全土で必要な教師の10分の1程度しか、アカデミーは養成できなかったのである。然し、この政策は、この時代の時宜を得た政策であったし、同州を限定して考えればそれなりの成果を収めていたものと評価できよう。
次に、アカデミー就学経験者の待遇は、一般的にいってアカデミーの修学期間中、投資した就学費に見合った給与が、アカデミーを去った後、必ずしも公立小学校で支給されたわけではなかった。このような当時の公立小学校教師の低給与がアカデミー教員養成部門の不振をもたらす他の要因ともなった。なお教員養成部門の退勢だけではなかった。
アカデミーの存続理由それ自体が、疑問視されてくる。1821年から1865年にかけての時代は、二つの中等教育機関、すなわちアカデミーと公立ハイ・スクールに関する是非論の戦われた時代として特色づけられる。この二つの教育機関の趨勢は、ハイ・スクールの興隆と、アカデミーの衰退をもって幕を閉じた。」